# PlayStation Network
PlayStation Network, PSN – darmowa usługa sieciowa, dostępna dla użytkowników konsol gier wideo PlayStation 3, PlayStation 4, PlayStation 5, PlayStation Portable (wsparcie zakończono w 2016) oraz PlayStation Vita. Zawiera własną przeglądarkę WWW oraz aplikację umożliwiającą kupowanie gier (PlayStation Store). Umożliwia rozgrywkę z innymi graczami przez sieć oraz zapamiętuje nazwy innych użytkowników spotkanych w grach, dzięki czemu można z nimi nawiązywać kontakt przez specjalną pocztę lub czat.
We wrześniu 2010 roku Kazuo Hirai, dyrektor generalny Sony Computer Entertainment, oświadczył, że do PlayStation Network podłączonych jest 80% spośród 38 milionów sprzedanych sztuk PlayStation 3, czyli około 30 milionów konsol. W czerwcu 2010 liczba zarejestrowanych użytkowników usługi przekroczyła 50 milionów.
Pod koniec 2021 serwis Bloomberg poinformował, że Sony Group Corporation pracuje nad nową usługą opartą na modelu subskrypcji, będącą tym samym odpowiedzią na konkurencyjny projekt Xbox Game Pass stworzony przez firmę Microsoft. Prace nad serwisem były utajnione i były prowadzone pod kryptonimem Spartacus. Głównym zamysłem twórców PlayStation Network było połączenie dwóch dotychczasowych serwisów – PlayStation Now oraz PlayStation Plus w jedną usługę, pozwalając tym samym użytkownikowi zarówno na dostęp do szerokiej biblioteki gier, jak i możliwość strumieniowania gier z starszych generacji konsol PlayStation.

## PlayStation Plus

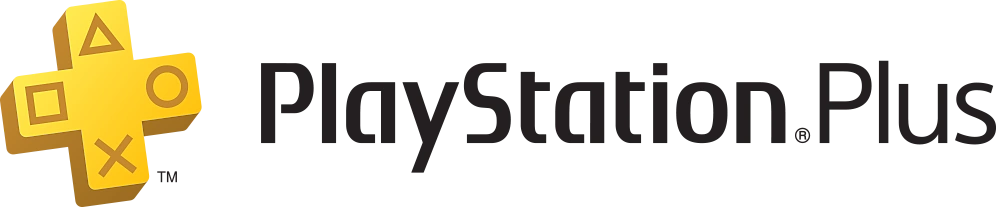
logo PlayStation Plus

PlayStation Plus (w skrócie PS+) jest usługą abonamentową pozwalającą na dostęp do katalogu wybranych gier. 13 czerwca 2022 uruchomiono nową wersję serwisu, zawierającą trzy opcje subskrypcji: Essential, Extra i Premium. W zależności od modelu, jaki zostanie wybrany przez użytkownika, usługa oferuje dostęp do trybu wieloosobowego w grach, zniżki na zakup gier w ramach PlayStation Store, udostępnienie przestrzeni dyskowej na serwerach PlayStation oraz możliwość odebrania trzech darmowych produkcji w miesiącu bez dodatkowych kosztów.